# Jake Reese
Jake Reese, Jaap Reesema lub Jaap, właściwie Jaap Siewertsz van Reesema (ur. 28 października 1984 w Deventer) – holenderski piosenkarz, autor tekstów, kompozytor, producent muzyczny, zwycięzca talent show X Factor. Na terenie Polski znany jest głównie z utworu „Savannah” nagranego we współpracy z niemieckim DJ Faulhaberem.

## Życiorys

### Kariera muzyczna

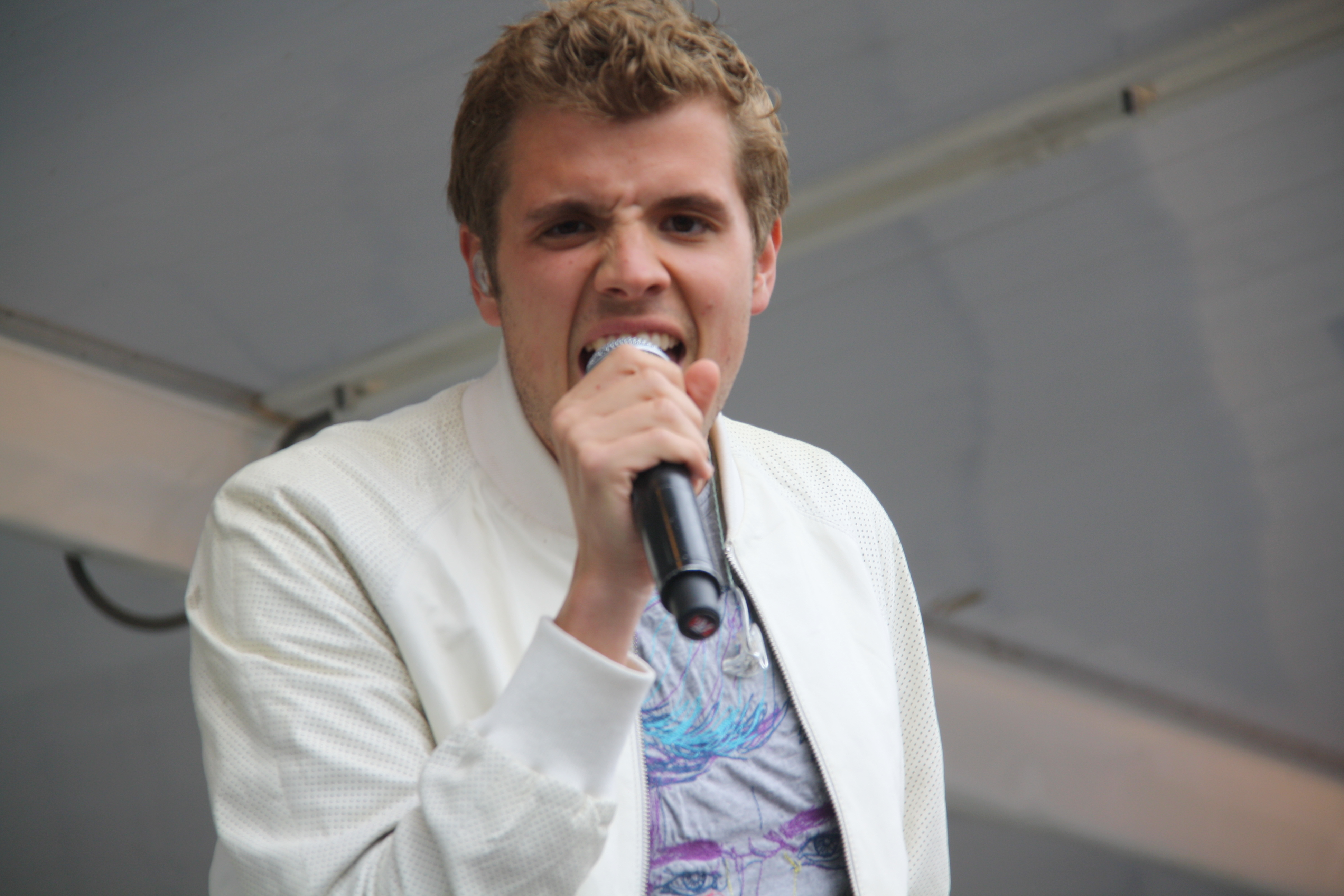
Jaap Reesema w 2010 roku

W 2010 roku zwyciężył talent show X Factor (holenderską wersję polskiego programu telewizyjnego o tej samej nazwie). Przyjął wówczas pseudonim Jaap, pod którym wydał 1 singel: „Don’t Stop Believin’”. Dostał się on na szczyt listy przebojów Holandii. Następnie zmienił pseudonim na Jaap Reesema. Od 2014 roku nagrywa również single jako Jake Reese, nie rezygnując z poprzedniego pseudonimu.
Od tego czasu współpracował z wieloma didżejami różnych narodowości. W 2015 roku zyskał popularność międzynarodową dzięki gościnnemu udziałowi w singlu „Mad World” Hardwella, który stał się międzynarodowym przebojem (był on notowany m.in. we Francji, Belgii, Niemczech, Austrii czy Libanie).

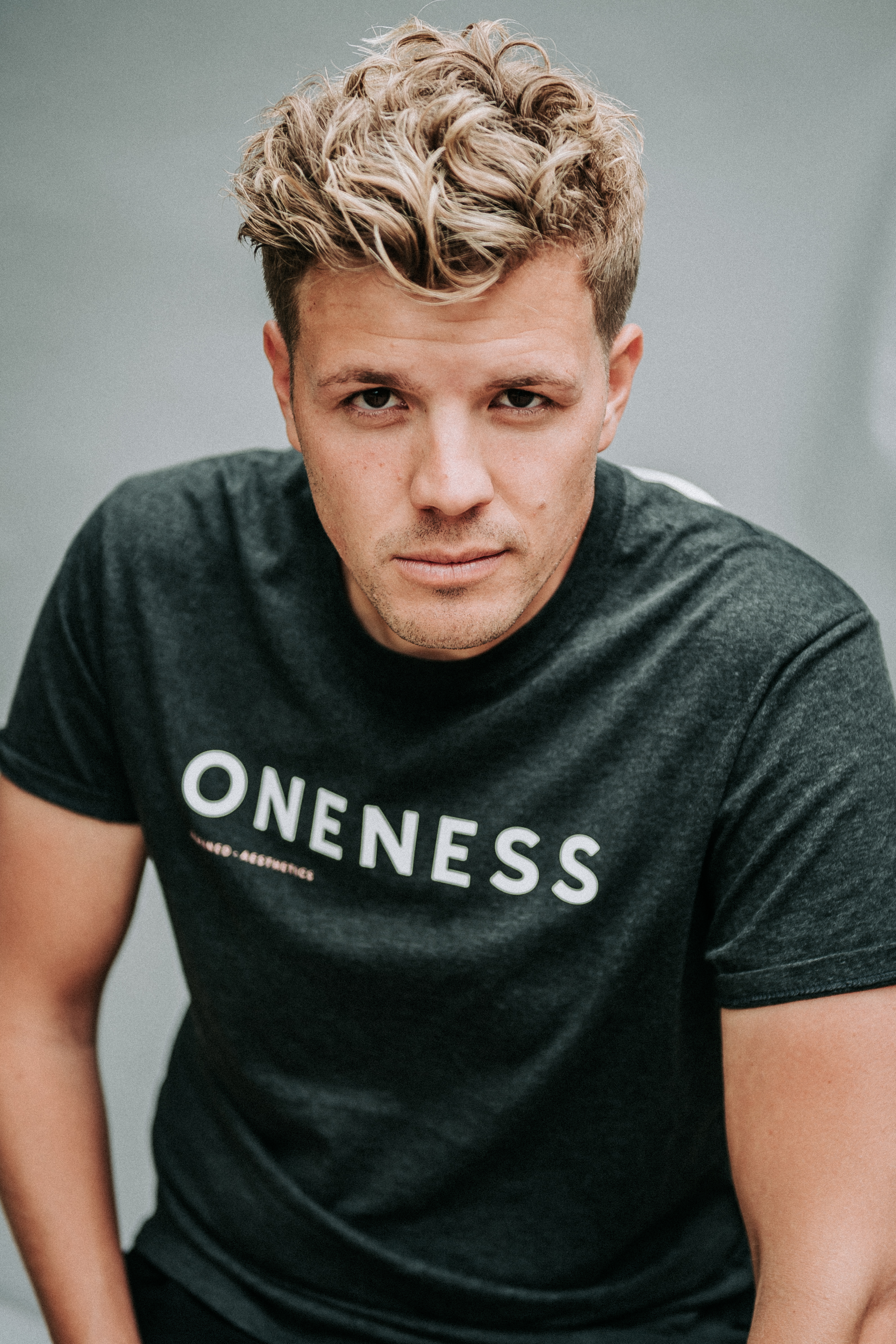
Jake Reese w 2018 roku

W Polsce i Wspólnocie Niepodległych Państw zasłynął singlem „Savannah” nagranym z Faulhaberem w 2018 roku. W tym samym roku osiągnął szczyt listy flandryjskiej z utworem „Ellie”, którego głównym autorem jest Regi.
W 2020 roku sukces powtórzył dwukrotnie: z singlem „Kom wat dichterbij” (numer 1 w Belgii) oraz „Nu wij niet meer praten” (numer 1 w Belgii oraz Holandii).

## Życie prywatne
Jake Reese mieszka ze swoją żoną Kim Kötter. Ma z nią dwóch synów. Są nimi: Muck (ur. 2016) oraz Youp Mickey Maes (ur. 31 marca 2018).

## Dyskografia

### Jako Jake Reese

#### Minialbumy
| Rok  | Dane dot. albumu |
| ---- | --- |
| 2019 | Savannah [Club Mix] (Faulhaber, gościnnie: Jake Reese) - Wydany: 8 marca 2019 - Wytwórnia: Armada Music - Format: Digital download, streaming |
| 2021 | Lose It All (oraz Brennan Heart) - Wydany: 1 lutego 2021 - Wytwórnia: I am Hardstyle - Format: Digital download, streaming                    |

#### Single

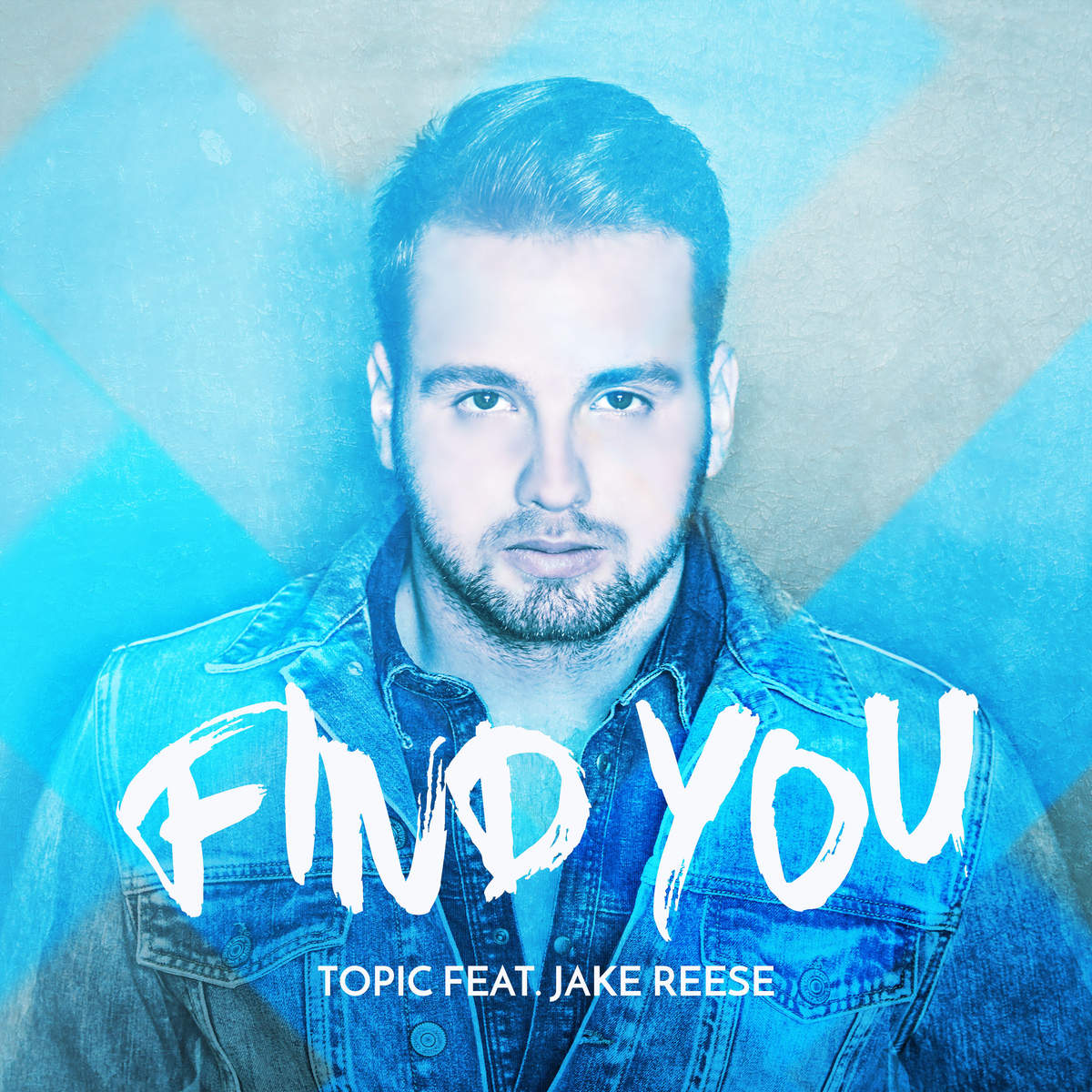
Okładka singla „Find You” Topic i Jake’a Reese wydanego 8 lipca 2016 roku

Jako główny artysta
| Rok                                                       | Tytuł                                     | Najwyższe pozycje na listach | Najwyższe pozycje na listach | Najwyższe pozycje na listach | Najwyższe pozycje na listach | Certyfikat                | Sprzedaż       | Album |
| Rok                                                       | Tytuł                                     | NLD (Top 100)                | NLD (Top 40)                 | BEL (Fla)                    | BEL (Wal)                    | Certyfikat                | Sprzedaż       | Album |
| --------------------------------------------------------- | ----------------------------------------- | ---------------------------- | ---------------------------- | ---------------------------- | ---------------------------- | ------------------------- | -------------- | ----- |
| 2015                                                      | „Day To Feel Alive”                       | –                            | –                            | –                            | –                            |                           |                | –     |
| 2018                                                      | „Life Is a Journey”                       | –                            | –                            | –                            | –                            |                           |                | –     |
| 2019                                                      | „Calling It Home”                         | –                            | –                            | –                            | –                            |                           |                | –     |
| 2019                                                      | „Summer Life” (oraz Regi i Olivia)        | –                            | –                            | 5                            | –                            | - BEL: platynowa płyta    | - BEL: 20 000+ | –     |
| 2019                                                      | „Make It”                                 | –                            | –                            | –                            | –                            |                           |                | –     |
| 2020                                                      | „Kom wat dichterbij” (oraz Regi i Olivia) | –                            | –                            | 1                            | –                            | - BEL: 3× platynowa płyta | - BEL: 60 000+ | –     |
| 2020                                                      | „Zo ver weg” (oraz Regi i Olivia)         | –                            | –                            | 26                           | –                            |                           |                | –     |
| 2020                                                      | „Lose It All” (oraz Brennan Heart)        | –                            | –                            | –                            | –                            |                           |                | –     |
| „–” oznacza, że singiel nie był notowany na danej liście. |                                           |                              |                              |                              |                              |                           |                |       |

Jako artysta gościnny
| Rok                                                       | Tytuł                                                                                                | Najwyższe pozycje na listach | Najwyższe pozycje na listach | Najwyższe pozycje na listach | Najwyższe pozycje na listach | Najwyższe pozycje na listach | Najwyższe pozycje na listach | Najwyższe pozycje na listach | Najwyższe pozycje na listach | Najwyższe pozycje na listach | Najwyższe pozycje na listach | Najwyższe pozycje na listach | Najwyższe pozycje na listach | Najwyższe pozycje na listach | Najwyższe pozycje na listach | Certyfikat                | Sprzedaż       | Album |
| Rok                                                       | Tytuł                                                                                                | NLD (Top 100)                | NLD (Top 40)                 | BEL (Fla)                    | BEL (Wal)                    | FRA                          | AUT                          | GER                          | LB                           | AND                          | SWE                          | WNP                          | WNP                          | POL                          | US (Dance/Mix)               | Certyfikat                | Sprzedaż       | Album |
| Rok                                                       | Tytuł                                                                                                | NLD (Top 100)                | NLD (Top 40)                 | BEL (Fla)                    | BEL (Wal)                    | FRA                          | AUT                          | GER                          | LB                           | AND                          | SWE                          | Radio                        | Radio & YouTube              | POL                          | US (Dance/Mix)               | Certyfikat                | Sprzedaż       | Album |
| --------------------------------------------------------- | --- | ---------------------------- | ---------------------------- | ---------------------------- | ---------------------------- | ---------------------------- | ---------------------------- | ---------------------------- | ---------------------------- | ---------------------------- | ---------------------------- | ---------------------------- | ---------------------------- | ---------------------------- | ---------------------------- | ------------------------- | -------------- | ----- |
| 2014                                                      | „Circle Track” (Arston, gościnnie: Jake Reese)                                                       | –                            | –                            | –                            | –                            | –                            | –                            | –                            | –                            | –                            | –                            | –                            | –                            | –                            | –                            |                           |                | –     |
| 2015                                                      | „Mad World” (Hardwell, gościnnie: Jake Reese)                                                        | 78                           | –                            | –                            | –                            | 117                          | 63                           | 57                           | 17                           | 9                            | –                            | –                            | –                            | –                            | –                            |                           |                | –     |
| 2016                                                      | „Run Wild” (Hardwell, gościnnie: Jake Reese)                                                         | –                            | –                            | –                            | –                            | –                            | –                            | –                            | –                            | –                            | –                            | –                            | –                            | –                            | 31                           |                           |                | –     |
| 2016                                                      | „Gold” (Dash Berlin, D-Block & S-Te-Fan oraz Waka Flocka Flame, gościnnie: Jake Reese i DJ Whoo Kid) | –                            | –                            | –                            | –                            | –                            | –                            | –                            | –                            | –                            | –                            | –                            | –                            | –                            | –                            |                           |                | –     |
| 2016                                                      | „Find You” (Topic, gościnnie: Jake Reese)                                                            | –                            | –                            | –                            | –                            | –                            | –                            | –                            | –                            | –                            | –                            | –                            | –                            | –                            | –                            |                           |                | –     |
| 2016                                                      | „Like I Do” (Quarterhead, gościnnie: Jake Reese)                                                     | –                            | –                            | –                            | –                            | –                            | –                            | –                            | –                            | –                            | –                            | –                            | –                            | –                            | –                            |                           |                | –     |
| 2017                                                      | „Calling On You” (Lucas & Steve, gościnnie: Jake Reese)                                              | –                            | –                            | –                            | –                            | –                            | –                            | –                            | –                            | –                            | –                            | –                            | –                            | –                            | 30                           |                           |                | –     |
| 2017                                                      | „Summer Love” (Chemical Surf, gościnnie: Jake Reese)                                                 | –                            | –                            | –                            | –                            | –                            | –                            | –                            | –                            | –                            | –                            | –                            | –                            | –                            | –                            | - BEL: platynowa płyta    | - BEL: 20 000+ | –     |
| 2018                                                      | „Ellie” (Regi, gościnnie: Jake Reese)                                                                | –                            | –                            | 1                            | –                            | –                            | –                            | –                            | –                            | –                            | –                            | –                            | –                            | –                            | –                            | - BEL: 2× platynowa płyta | - BEL: 40 000+ | –     |
| 2018                                                      | „Carry Me Home” (Kshmr, gościnnie: Jake Reese)                                                       | –                            | –                            | –                            | –                            | –                            | –                            | –                            | –                            | –                            | 62                           | –                            | –                            | –                            | –                            |                           |                | –     |
| 2018                                                      | „Savannah” (Faulhaber, gościnnie: Jake Reese)                                                        | –                            | –                            | –                            | –                            | –                            | –                            | –                            | –                            | –                            | –                            | 257                          | 232                          | 10                           | –                            |                           |                | –     |
| 2019                                                      | „Fall for Love” (Jaden Bojsen, gościnnie: Jake Reese)                                                | –                            | –                            | –                            | –                            | –                            | –                            | –                            | –                            | –                            | –                            | –                            | –                            | –                            | –                            |                           |                | –     |
| 2020                                                      | „Need You Now” (Armin van Buuren, gościnnie: Jake Reese)                                             | –                            | –                            | –                            | –                            | –                            | –                            | –                            | –                            | –                            | –                            | –                            | –                            | –                            | –                            |                           |                | –     |
| „–” oznacza, że singiel nie był notowany na danej liście. | |                              |                              |                              |                              |                              |                              |                              |                              |                              |                              |                              |                              |                              |                              |                           |                |       |

Single promocyjne
| Rok  | Tytuł                                                            |
| ---- | ---------------------------------------------------------------- |
| 2020 | „Kom wat dichterbij” (wersja instrumentalna; oraz Regi i Olivia) |
| 2020 | „Lose It All (including Bobby Rock Mix)” (oraz Brennan Heart)    |

### Jako Jaap Reesema

#### Albumy studyjne
| Rok                                                     | Dane dot. albumu                                                                                      | Najwyższe pozycje na listach |
| Rok                                                     | Dane dot. albumu                                                                                      | NLD                          |
| ------------------------------------------------------- | --- | ---------------------------- |
| 2011                                                    | Changing Man - Wydany: 27 maja 2011 - Wytwórnia: Sony Music - Format: Digital download, streaming, CD | 47                           |
| „–” oznacza, że album nie był notowany na danej liście. | |                              |

#### Single
Jako główny artysta
| Rok                                                       | Tytuł                                            | Najwyższe pozycje na listach | Najwyższe pozycje na listach | Najwyższe pozycje na listach | Certyfikat                | Sprzedaż       | Album        |
| Rok                                                       | Tytuł                                            | NLD (Top 100)                | NLD (Top 40)                 | BEL (Fla)                    | Certyfikat                | Sprzedaż       | Album        |
| --------------------------------------------------------- | ------------------------------------------------ | ---------------------------- | ---------------------------- | ---------------------------- | ------------------------- | -------------- | ------------ |
| 2010                                                      | „Walk to the Other Side”                         | 62                           | –                            | –                            |                           |                | Changing Man |
| 2011                                                      | „Hoe hard je ook rent”                           | 52                           | –                            | –                            |                           |                | Changing Man |
| 2011                                                      | „Bye Bye Baby”                                   | –                            | –                            | –                            |                           |                | Changing Man |
| 2013                                                      | „Ooit Komt Nooit Meer”                           | –                            | –                            | –                            |                           |                | –            |
| 2013                                                      | „Mijn Wereld Op Z’n Kop”                         | –                            | –                            | –                            |                           |                | –            |
| 2016                                                      | „Share a Perfect Day”                            | –                            | –                            | –                            |                           |                | –            |
| 2016                                                      | „Never Let You Go”                               | –                            | –                            | –                            |                           |                | –            |
| 2017                                                      | „Avond (Live 2017)”                              | –                            | –                            | –                            |                           |                | –            |
| 2020                                                      | „Nu wij niet meer praten” (oraz Pommelien Thijs) | 2                            | 1                            | 1                            | - BEL: 2× platynowa płyta | - BEL: 40 000+ | –            |
| 2021                                                      | „Alles Komt Goed”                                | 74                           | 28                           | 24                           |                           |                | –            |
| „–” oznacza, że singiel nie był notowany na danej liście. |                                                  |                              |                              |                              |                           |                |              |

Single promocyjne
| Rok  | Tytuł                                                                   |
| ---- | ----------------------------------------------------------------------- |
| 2020 | „Nu wij niet meer praten” (wersja instrumentalna; oraz Pommelien Thijs) |

### Jako Jaap

#### Minialbumy
| Rok  | Dane dot. albumu |
| ---- | --- |
| 2019 | Songs Finale – Dutch X Factor 2010 (oraz Maaike) - Wydany: 29 maja 2010 - Wytwórnia: Sony Music - Format: Digital download, streaming |

#### Single
Jako główny artysta
| Rok                                                       | Tytuł                  | Najwyższe pozycje na listach | Najwyższe pozycje na listach | Album        |
| Rok                                                       | Tytuł                  | NLD (Top 100)                | NLD (Top 40)                 | Album        |
| --------------------------------------------------------- | ---------------------- | ---------------------------- | ---------------------------- | ------------ |
| 2010                                                      | „Don’t Stop Believin’” | 1                            | 10                           | Changing Man |
| „–” oznacza, że singiel nie był notowany na danej liście. |                        |                              |                              |              |

### Utwory dla innych artystów
| Rok  | Wykonawca                  | Album            | Utwór                   | Uwagi          | Źr.    |
| ---- | -------------------------- | ---------------- | ----------------------- | -------------- | ------ |
| 2014 | Tom Swoon, Lush & Simon    | –                | „Ahead of Us”           | muzyka         | [ 65 ] |
| 2014 | EDX                        | –                | „Breathin’”             | muzyka i tekst | [ 66 ] |
| 2016 | Scooter                    | Ace              | „Encore”                | muzyka i tekst | [ 67 ] |
| 2016 | Klingande, Daylight        | –                | „Losing U”              | muzyka i tekst | [ 68 ] |
| 2017 | Dolf, DJ Soda              | Nighttime        | „If I Die”              | muzyka         | [ 69 ] |
| 2017 | Roxeanne Hazes             | In Mijn Bloed    | „Ik Was Toch Je Meisje” | muzyka i tekst | [ 70 ] |
| 2017 | Roxeanne Hazes             | In Mijn Bloed    | „Schiet Maar Raak”      | muzyka i tekst | [ 70 ] |
| 2017 | Josje                      | –                | „Gasolina”              | muzyka i tekst | [ 71 ] |
| 2018 | Rojdar                     | –                | „Freakin’ Wasted”       | muzyka         | [ 72 ] |
| 2019 | Funk Machine, Taku-Hero    | –                | „Something”             | muzyka         | [ 73 ] |
| 2019 | Mvnik                      | Key to the Sky   | „Problems”              | muzyka         | [ 74 ] |
| 2019 | Mvnik                      | Key to the Sky   | „Moonlight”             | muzyka i tekst | [ 74 ] |
| 2019 | Mvnik                      | Key to the Sky   | „Tangent”               | muzyka i tekst | [ 74 ] |
| 2019 | Mvnik                      | Key to the Sky   | „Prayer”                | muzyka i tekst | [ 74 ] |
| 2019 | Mvnik                      | Key to the Sky   | „NVR Radio”             | muzyka i tekst | [ 74 ] |
| 2019 | Mvnik                      | Key to the Sky   | „Keep Em Shook”         | muzyka i tekst | [ 74 ] |
| 2019 | Mvnik                      | Key to the Sky   | „Rapture”               | muzyka i tekst | [ 74 ] |
| 2019 | Mvnik                      | Key to the Sky   | „I Don’t Play”          | muzyka i tekst | [ 74 ] |
| 2019 | Mvnik                      | Key to the Sky   | „The Session 2”         | muzyka i tekst | [ 74 ] |
| 2019 | Mvnik                      | Key to the Sky   | „Pit of Death”          | muzyka i tekst | [ 74 ] |
| 2019 | Mvnik, Strophic            | Key to the Sky   | „Takin’ Over”           | muzyka i tekst | [ 74 ] |
| 2019 | Suzan & Freek              | Gedeeld Door Ons | „Hoofd In De Wolken”    | muzyka i tekst | [ 75 ] |
| 2020 | The Starlings              | –                | „Honey”                 | muzyka i tekst | [ 76 ] |
| 2020 | Ruga Da Shoota             | –                | „Rat K”                 | muzyka i tekst | [ 77 ] |
| 2020 | Ruga Da Shoota             | Head Shot        | „Murder”                | muzyka i tekst | [ 78 ] |
| 2020 | Ruga Da Shoota             | Head Shot        | „Stories”               | muzyka i tekst | [ 78 ] |
| 2020 | Ruga Da Shoota             | Head Shot        | „Bust It Up”            | muzyka i tekst | [ 78 ] |
| 2020 | Ruga Da Shoota             | Head Shot        | „Run from the Beef”     | muzyka i tekst | [ 78 ] |
| 2020 | Ruga Da Shoota             | Head Shot        | „Key to the Streets”    | muzyka i tekst | [ 78 ] |
| 2021 | Kav Verhouzer              | –                | „1 Op 1”                | muzyka i tekst | [ 79 ] |
| 2021 | Ruga Da Shoota, Famous Joe | –                | „Go Mode”               | muzyka i tekst | [ 80 ] |
| 2021 | Strophic, Mvnik            | Tagged           | „Pendo 46”              | muzyka i tekst | [ 81 ] |

## Filmografia
- 2014: Jeuk jako Jaap

## Nagrody i nominacje
| Rok  | Konkurs                          | Kategoria                            | Tytułem                   | Rezultat    |
| ---- | -------------------------------- | ------------------------------------ | ------------------------- | ----------- |
| 2010 | X Factor                         | N/A                                  | N/A                       | Wygrana     |
| 2014 | Eurodanceweb Award               | N/A                                  | „Circle Track”            | 27. pozycja |
| 2016 | International Dance Music Awards | Best Vocal Performance               | „Mad World”               | Wygrana     |
| 2016 | International Dance Music Awards | Best Electro/Progressive House Track | „Mad World”               | Nominacja   |
| 2020 | Radio 2 Zomerhit                 | N/A                                  | „Kom wat dichterbij”      | Wygrana     |
| 2021 | Nummer 1 Award                   | N/A                                  | „Nu wij niet meer praten” | Wygrana     |